# Anna Polovetskaya
Anna Polovetskaya, död 1111, var storfurstinna av Kiev 1078-1093. Hon var gift med storfursten Vsevolod I av Kiev. 
Hon var dotter till kumanernas khan. Giftermålet ägde rum 1068. I samband med giftermålet konverterade hon från tengrismen till kristendomen och mottog namnet Anna i dopet. Hon blev storfurstinna när hennes make besteg Kievs tron 1078. 
Hon blev änka 1093. Hon kvarblev i Kiev och behandlades med respekt och hedersbetygelser i egenskap av före detta storfurstinna. År 1097 blev om ombedd att agera medlare mellan sina stridande styvsöner. Hon antog uppdraget och lyckades framgångsrikt medla fram en lösning och på konflikten och fred.